# III. Níkmaddu
III. Níkmaddu (vagy Niqmaddu, esetleg Nikmed) Ugarit királya volt az i. e. 12. század kezdetén, VI. Ibiranu fia. Uralkodásának datálása csak Ibiranu hozzávetőleges halála, valamint annak a ténynek alapján lehetséges, hogy már Níkmaddu utódja, III. Hammurapi vezette II. Szuppiluliumasz alaszijai hadjáratában az ugariti hajóhadat. Níkmaddu valamikor e két esemény között uralkodott, nagyjából egy évtizedig.
Níkmadduval kapcsolatban alig néhány dokumentum maradt fenn, azok is kereskedelmi jellegűek, az alaszijai Kuszmeszusza (hettita Kušmešuša) királlyal folytatott kereskedelemmel kapcsolatosak.
Bizonytalan a kapcsolata utódjával, az utolsó ugariti királlyal, III. Hammurapival. Valószínű azonban, hogy a fia volt, mivel erőszakos trónváltásról nincs semmilyen adat.